# إدوارد إتش. كروز
إدوارد إتش. كروز هو قاضي ومحامي وسياسي أمريكي، ولد في 22 أكتوبر 1918 في فورت واين في الولايات المتحدة، وتوفي في 4 يناير 2000 في فورت لودرديل في الولايات المتحدة. نشط حزبياً في الحزب الديمقراطي. وقد انتخب قاضي ( – 1952) وانتخب عضو مجلس النواب الأمريكي ‏.